# 及川光博
及川光博（日语：／ Oikawa Mitsuhiro，1969年10月24日—），日本演员、歌手、作曲家、填词人、作家，曾隸屬經理人公司Mother Enterprise Inc.，現為Horipro及DG Agent旗下藝人暨Horipro業務協作者。

## 簡歷
及川光博出身自東京都大田區，畢業於成城大學法學部，1996年以歌手身分出道，首張單曲《Morality》。他於1999年初次演出日劇《WITH LOVE》，愛稱為「Mitchy」（ミッチー），對女粉絲通稱「Baby」；2010年曾以《相棒》中「神戶尊」一角奪得《第64屆日劇學院賞》「最佳男配角」殊榮。2012年7月，他宣佈成為Horipro業務協作者，雖然接洽演藝工作交給前者主理，但經營粉絲會和處理音樂活動事宜仍交由Mother Enterprise Inc.負責。2015年7月，他正式離開Mother Enterprise Inc.而與DG Agent簽約，一切演藝工作亦歸其管理。

## 個人生活
2011年7月27日與日本女演員檀麗（前寶塚歌劇團月組、星組主演娘役）結婚。
2018年11月28日，與檀麗聯名發稿各媒體，表示兩人已於同日簽字離婚。

## 音樂作品

### 單曲
- S.D.R（自主制作盤）
- モラリティー（1996年5月29日）
- 求めすぎてる?僕。（1996年6月26日）
- 悲しみロケット2号（1996年11月7日）
- 三日月姫（1997年3月26日）
- その術を僕は知らない（1997年7月16日）
- フィアンセになりたい（1997年12月10日）
- 僕のゼリー／今夜、桃色クラブで。（1998年10月7日）
- バラ色の人生（1999年4月21日）
- パズルの欠片（2000年8月9日）
- CRAZY A GO GO!!（2000年10月12日）
- ココロノヤミ（2001年8月29日）
- 天使のうた（2001年11月7日）
- 強烈ロマンス（2002年10月30日）以「ミツキヨ」為名義的組合，與忌野清志郎合唱。
- ラヴソング（2003年3月5日）
- 愛のメモリー（2005年2月23日）翻唱自松崎しげる的名曲，日劇『富豪刑事』主題曲。
- 家庭内デート（2006年6月7日）日劇『我是主婦』主題曲，與齊藤由貴合唱。
- Sparkling Girl（2008年3月26日）CD+DVD
- GO AHEAD!!（2008年10月8日）日本樂團GLAY的TAKURO作曲。動畫『バトルスピリッツ 少年突破バシン』片頭曲。
- 前略、月の上から。（2009年8月5日）日劇『俺たちは天使だ！』片頭曲 。
- 君がまってる（2009年10月21日）動畫『バトルスピリッツ 少年激覇ダン』片尾曲。
- ダンディ・ダンディ / SAVE THE FUTURE!!（2015年2月18日）TVアニメ「トランスフォーマーアドベンチャー」主題歌。
- Who's That Guy（2015年3月18日）「スーパーヒーロー大戦GP 仮面ライダー3号」主題歌。

### 專輯
- 理想論（1996年7月10日）
- 嘘とロマン（1998年2月25日）
- 欲望図鑑（1999年7月7日）
- ニヒリズム（1999年12月8日）精選輯
- 聖域～サンクチュアリ～（2001年12月6日）
- 禁猟区～サンクチュアリ～（2002年3月27日）雙CD現場精選輯
- 流星（2002年11月20日）
- 愛と芸術の日々（2003年3月26日）特別CD盒裝版
- セルロイドの夜（2003年11月19日）以「東馬 健」名義 ※漫畫『飛機場與海咪咪』改編電影1980（页面存档备份，存于）飾演角色
- ヒカリモノ（2004年6月9日）
- GOLD SINGER（2004年12月22日）翻唱專輯
- 夜想曲～ノクターン～（2005年10月26日）
- 光-MITSU-（2006年5月24日）精選專輯、附特別DVD
- 博-HIRO-（2006年5月24日）精選專輯、附特別DVD
- ツキノヒカリ MEMORIAL BOX（2006年12月21日）現場精選輯、附DVD與寫真卡片
- FUNKASIA☆（2007年4月11日）
- RAINBOW-MAN（2008年11月5日）附特別DVD
- 美しき僕らの世界（2010年2月24日）初回生産限定盤、通常版
- 及川光博15周年メモリアルBOX　喝采（2010年12月14日）豪華初回限定生産盤、通常版
- 銀河伝説（2012年3月21日）
- ファンタスティック城の怪人（2013年3月27日）
- さらば!! 青春のファンタスティックス（2014年3月26日）初回限定盤、通常版
- 男心 DANCIN'（2015年3月18日）初回限定盤A、B，通常版
- 20 -TWENTY-（2015年5月27日）初回限定盤、通常版

### DVD
- 2001年 及川光博ワンマンショーツアー2000FINAL「誰にも言っちゃダメだよ…。」（2001年3月28日）演唱會
- 2001年 みっちービデオ・クリップ集「及川光博の世界」（2001年12月6日）音樂錄影帶合輯
- 2003年 「うたかた。」平成十五年 及川光博独演会（2003年8月6日）演唱會
- 2004年 Ride ON Baby!!（2004年12月1日）演唱會
- 2005年 10YEARS A GO GO!! DVD-BOX“GOLDEN GUY”」（2005年7月13日）演唱會
- 2006年 及川光博ワンマンショーSPECIAL!!「日本舞踏館」（2006年8月9日）演唱會
- 2007年 及川光博ワンマンショーツアー06/07「君こそスターだ!!」（2007年8月8日）演唱會
- 2007年 エンタテインメント職人 ～及川光博の光と影～（2007年12月5日）紀錄影像特輯
- 2008年 及川光博ワンマンショーツアー07/08「イチャイチャしたい。」（2008年7月9日）演唱會
- 2009年 及川光博ワンマンショーツアー08/09「RAINBOW-MAN」（2009年7月8日）演唱會
- 2010年 及川光博ワンマンショーツアー2010「美しき世界。」（2010年9月8日）演唱會
- 2011年 及川光博ワンマンショーツアー2011「大人の恋。」（2011年10月19日）演唱會
- 2012年 及川光博ワンマンショーツアー2012「銀河伝説」（2012年10月24日）演唱會
- 2013年 『ファンタスティック城の怪人』ワンマンショーツアーDVD（2013年6月2日）演唱會
- 2014年 及川光博ワンマンショーツアー2014「愛と青春の旅だし。」 (2014年6月15日) 演唱會

## 戲劇作品

### 電視劇
- 《網路情人》（WITH LOVE）1998年 飾演：吉田晴彦
- 《冰的世界》（氷の世界）1999年 飾演：久松皓一
- 《霓裳夢想家》（晴れ着、ここ一番）2000年 飾演：松浦健吾
- 《頑固老爹》（オヤジぃ。）2000年 飾演：國東博
- 《愛情革命》（Love Revolution，又譯：戀愛革命）友情演出(第一話)：北村信彦
- 《好想好想談戀愛》（恋がしたい恋がしたい恋がしたい）2001年 飾演：紫村一郎
- 《五瓣之椿》（五瓣の椿）2001年 飾演：香屋清一
- 《利家與松》（利家とまつ）2002年 飾演：前田慶次郎
- 《我的老婆是男人》（ぼくの魔法使い） 2003年 飾演：上野熊貓（上野パンダ）
- 《曼哈頓愛情故事》（マンハッタンラブストーリー）2003年 飾演：別所秀樹
- 《白色巨塔》（白い巨塔）2004年 飾演：國平學文
- 《古畑任三郎》特別篇（すべて閣下の仕業）2004年 飾演：川北健
- 《八雲樹》（ミステリー民俗学者 八雲樹） 飾演：八雲樹 （初次擔任日劇主角）
- 《富豪刑事》（富豪刑事） 飾演：大谷重男
- 《女王蜂》（女王蜂，橫溝正史小說）2006年 飾演：多門連太郎
- 《西遊記》（2006年富士電視台電視劇） 第2話 飾演：妖泉大王
- 《超歷史解謎——龍馬的黑幕》（超歴史ミステリー　龍馬の黒幕）2006年 飾演：坂本龍馬
- 《我是主婦》（吾輩は主婦である）2006年 飾演：矢名崇
- 《比誰都愛媽媽》（誰よりもママを愛す）第11話 2006年
- 《交響情人夢》（のだめカンタービレ）2006年 飾演：佐久間學
- 《我腦海中的橡皮擦》（私の頭の中の消しゴム）2007年 飾演：瀨尾諒介
- 《情定大飯店》日劇版（ホテリアー）2007年 飾演：水澤圭吾
- 《山女壁女》（山おんな壁おんな）2007年 飾演：奥園雅之
- 《阿久悠物語》（ヒットメーカー 阿久悠物語）2008年 飾演：池田文雄
- 《相棒》（相棒）2009年至2012年3月 飾演：神戶尊（第2代相棒）
- 《龍馬傳》（2010年NHK大河劇） 2010年 飾演：大久保利通
- 《特官》（トッカン）2012年 飾演：吹雪敦
- 《女王偵探社 Lucky 7 特別篇》（ラッキーセブン スペシャル）2013年 飾演：天野幸一
- 《八重之樱》（2013年NHK大河劇） 2013年 飾演：木户孝允
- 《信長的主廚》（2013年金曜ナイトドラマ信長のシェフ ） 2013年 飾演：織田信長
- 《MADE IN JAPAN》（メイドインジャパン） 2013年 飾演：譲原桂一郎
- 《半澤直樹》（半沢直樹） 2013年 飾演：渡真利 忍
- 《影武者德川家康》（影武者徳川家康） 2014年 飾演：石田三成
- 《Bitter Blood》（ビター・ブラッド） 2014年 飾演：貝塚剛久
- 《信長的主廚2》（信長のシェフ パート2） 2014年 飾演：織田信長
- 《惡貨》（2014年、WOWOW） 飾演：野々宮冬彦
- 《家的記憶》（2015年木曜ドラマ「アイムホーム」） 2015年 飾演：筑波良明
- 《掟上今日子的備忘錄》（2015年10月10日-12月12日、NTV）飾演：絆井法郎
- 《少爺》(坊っちゃん)（2016年1月3日、富士新年SP） 飾演：赤シャツ
- 《澄和堇》（2016年、朝日） 飾演：黎
- 《當家姐姐》（2016年4月-10月、NHK晨間劇）飾演：五反田一郎
- 《A LIFE～深愛的人～》（2017年1月，TBS）飾演：羽村圭吾
- （2019年1月，朝日）飾演：代代木匠
- 《Grand Maison東京》（2019年10月20日，TBS）飾演：相澤瓶人
- 《半泽直树2》（半沢直樹）（2020年，TBS）飾演：渡真利忍
- 《龍櫻2》（2021年，TBS）飾演：高原浩之
- 《最愛》（2021年，TBS）飾演：後藤信介
- 《靈媒偵探城塚翡翠》（2022年，NTV）飾演：鐘場正和
- 《女神的教室～法學青春白皮書～》（2023年，富士電視台）飾演：守宮清正
- 《費馬的料理》（2023年，TBS）飾演：西門景勝
- 《昨日的美食2》第5話（2023年，東京電視台）飾演：伸彥
- 《潛入兄妹 特殊詐欺特命搜查官》（2024年，日本電視台）飾演：入間慎之介
- 《Doctor-Y~外科醫・加地秀樹7》（2024年，朝日電視台）飾演：楠田永吾
- 《御上先生》（2025年，TBS）飾演：塚田幸村
- 《IGNITE》（2025年，TBS）飾演：桐石拓磨
- 《我們的家》（2025年，NTV）飾演：波多野玄一（時隔21年擔任電視劇主演和黃金時段電視劇主演）

### 網路劇
- 《御手洗家、炎上》（2023年，Netflix）飾演：御手洗治

### 電影
- 《少女革命》（少女革命ウテナ アドゥレセンス黙示録）配音：鳳曉生
- 《漂流街》2000年 飾演：
- 《連彈》（連弾）2001年 飾演：谷村正樹
- 《天國來的男人》（天国から来た男たち）2001年 飾演：柏木
- 《盲獸VS一寸法師》（盲獣VS一寸法師）2002年 飾演：蕗屋
- 《1980》（1980）2003年 飾演：東馬健
- 《甜心戰士》（キューティーハニー）2004年 飾演：
- 《複製人卡辛》（CASSHERN）2004年 飾演：内藤薫
- 《IZO》（IZO）2004年 飾演：沖田總司
- 《春之雪》（春の雪）2005年 飾演：洞院宮治典王
- 《明日的記憶》（明日の記憶）2006年 飾演：吉田武宏
- 《日本沈没》（日本沈没）2006年 飾演：結城達也
- 《大奥》（大奥）2006年 飾演：間部越前守詮房
- 《二十世紀少年》（20世紀少年）第1章（2008年）飾演：搖滾樂團主唱
- 《複製人懷鄉曲》（クローンは故郷をめざす）2009年 飾演：高原耕平與複製人兩具計三個角色，初次擔任電影主角
- 《Pride 邁向榮耀之路》（プライド，又譯「超級女聲」）2009年） 飾演：神野隆
- 《相棒》劇場版II（2011年）飾演：神戶尊
- 《相棒系列 X DAY》（相棒シリーズ X DAY）（2014年）飾演：神戶尊
- 《相棒》劇場版III（2014年）飾演：神戶尊
- 《In the Hero》（イン・ザ・ヒーロー） 2014年 飾演：西尾俊久(友情出演)
- 《小野寺的弟弟·小野寺的姐姐》（小野寺の弟・小野寺の姉） 2014年 飾演：浅野暁(淺野曉)
- 《超級英雄大戰GP 假面騎士3號》（2015年）飾演：黑井響一郎
- 《只有我不存在的城市》（2016年）飾演：八代學
- 《相棒》劇場版IV（2017年）飾演：神戶尊
- 《重啟咲良田》（上集）(前篇 )（2017年）飾演：浦地正宗
- 《重啟咲良田》（下集）(後篇 )（2017年）飾演：浦地正宗
- 《新參者完結篇：當祈禱落幕時》（祈りの幕が下りる時）（2018年）飾演：苗村誠三
- 《武士搬家好吃驚》（引っ越し大名！）（2019年）飾演：松平直矩
- 《天才主廚餐廳》劇場版（グランメゾン・パリ）（2024年）飾演：相澤瓶人

### 舞台劇
- 毛皮のマリー（2000年、寺山修司原作・美輪明宏主演演出） - 飾演：美少年・欣也

## 音樂錄影帶
- 宇多田光「誰かの願いが叶うころ」 特別演出（DVD 2004年7月28日發售）

## 相關書籍
- 「続・欲望図鑑」（1999年11月13日）及川光博寫真集
- 「うたかた。」（2003年9月13日）及川光博詩集
- 「及川光博、かく語りき。」（2005年9月29日）及川光博語錄
- 『ミッチーCast　/interview file Cast archive series 02「及川光博×Cast」Special Edition 1996～2006』
（2007年1月7日）及川光博訪問集

## 相關連結
- バラ色帝国（页面存档备份，存于） 日本官方網站
- 株式会社マザーエンタープライズ（页面存档备份，存于） 及川光博所属事務所
- クローンは故郷をめざす 及川光博首次主演電影「複製人懷鄉曲(港譯)」官網